# Allied Joint Force Command Brunssum
Il Joint Force Command Brunssum (JFCBs) è un comando militare della NATO con base a Brunssum nei Paesi Bassi. Costituisce uno dei due comandi strategici operativi del Comando Operazioni Alleate del Supreme Headquarters Allied Powers Europe (SHAPE - Quartier generale delle potenze alleate in Europa) con sede Casteau, Belgio; l'altro è l'Allied Joint Force Command-Naples.

## Storia
Il comando venne istituito nel 1953 come Allied Force Central Europe (AFCENT) con sede a Fontainebleau, nei dintorni di Parigi. Nel 1967, in seguito al ritiro della Francia dalla struttura militare della NATO la sede venne spostata a Brunssum.
Nel 2000 in seguito alla chiusura dell'Allied Forces Northern Europe (AFNORTH) il comando è stato rinominato Regional Headquarters Allied Forces Northern Europe (RHQ AFNORTH) per assumere poi dal 2004 l'attuale denominazione.
A livello operativo il JFC di Brunssum è stato uno dei tre principali comandi NATO in Europa, insieme all'Allied Joint Force Command Naples di Napoli e il Joint Command Lisbon di Lisbona in Portogallo.  Il JFC-B ha anche gestito le operazioni dell'International Security Assistance Force impegnata in Afghanistan.
A partire dal 2013 la struttura strettamente operativa della NATO è stata riorganizzata e razionalizzata per rispondere al meglio alla sua missione. Attualmente prevede: Allied Command Operations (comando operazioni alleate), braccio operativo del Supreme Headquarters Allied Powers Europe (comando supremo delle potenze alleate) che dirige i due comandi direttamente operativi della NATO: Allied Joint Force Command-Brunssum e Allied Joint Force Command-Naples, i quali a loro volta si avvalgono dell'Allied Land Command (Comando Terrestre Alleato) di Smirne (Turchia), dell'Allied Maritime Command (Comando Marittimo Alleato) di Northwood (Inghilterra) e dell'Allied Air Command (Comando Aereo Alleato) di Ramstein in Germania.
Attualmente il comando sovraintende alla missione Resolute Support in Afghanistan e fornisce il comando per l'anno 2016 della NATO Response Force.
Dal 2015 da Brunssum vengono comandati quattro delle sei NATO Force Integration Units,  Nfiu Estonia, Nfiu Lettonia, Nfiu Lituania, Nfiu Polonia, istituite al confine est dell'Alleanza e poste sotto il controllo operativo del Multinational Corps Northeast di Stettino.

## Staff di comando
Lo Staff di comando è composto da:
- Comandante: Generale di Corpo D'armata Luigi Miglietta, Esercito Italiano
- Vice Comandante: Tenente generale Juan Campins, Esercito spagnolo
- Capo di Stato maggiore: Tenente generale Olivier Rittimann, Esercito francese
- Sottufficiale di corpo: Luogotenente Paul Francis, Esercito canadese

## Comandante

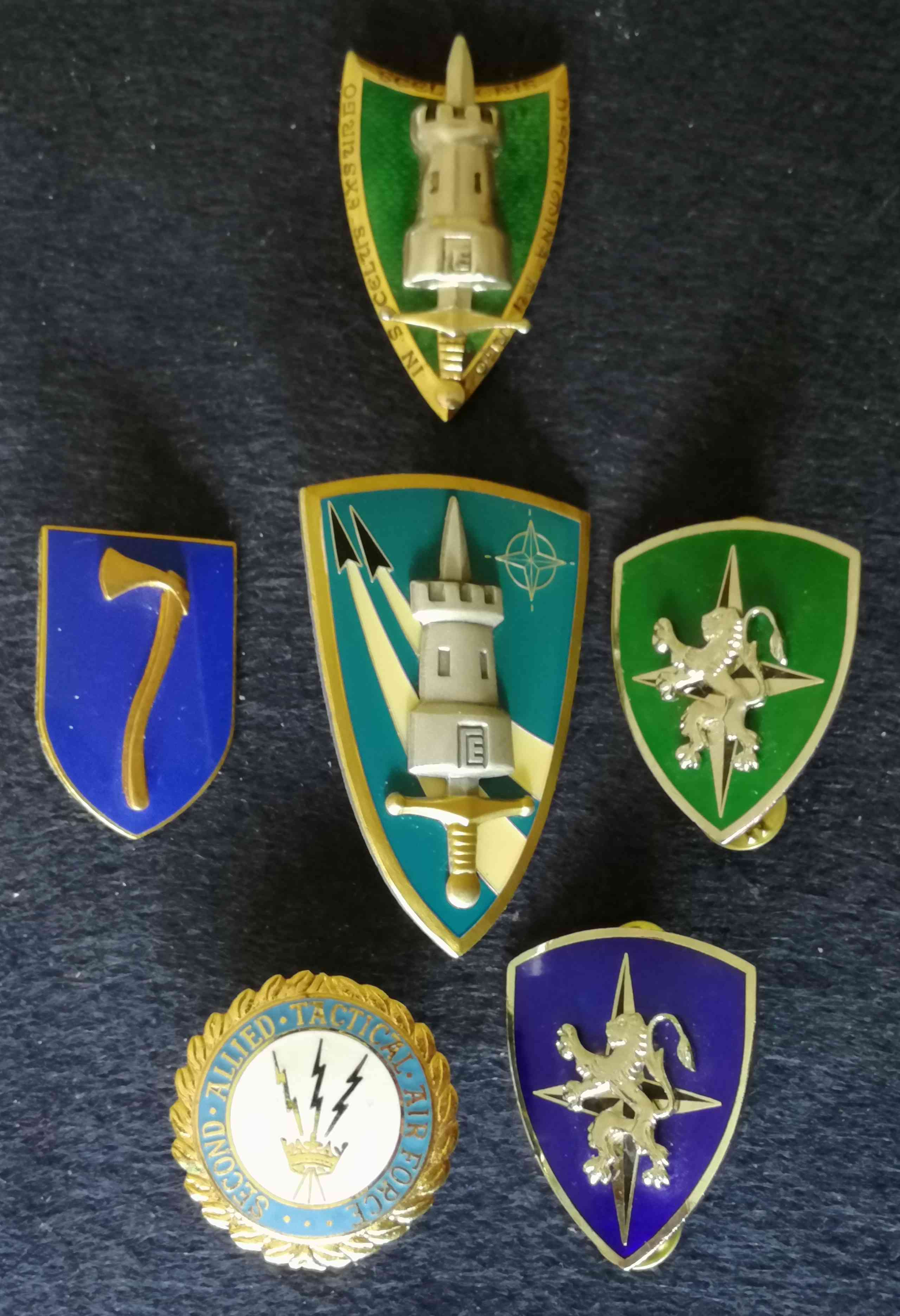
Distintivi del comando AFCENT e delle sue unità subordinate negli anni '70 e '80

Dal 4 marzo 2016 al 21 febbraio 2018 il nuovo comandante è stato il Generale di corpo d'armata dell'Esercito italiano Salvatore Farina, in sostituzione del parigrado dell'Esercito tedesco, Hans Lothar Domröse, comandante dal 2012. Si è trattato del primo generale italiano alla guida di un comando strategico interforze della NATO. A lui è successo il 21 febbraio 2018 il Gen. Marchiò, che ha successivamente lasciato il comando, il giorno 31 marzo 2019, al collega tedesco Erhard Bühler.
Il comandante è stato fino al 1967 un ufficiale francese. In seguito al ritiro della Francia dalla struttura militare della Nato il comando è stato poi affidato quasi sempre ad un generale tedesco.
| Nome                                       | Inizio carica     | Fine carica       | Titolo |
| ------------------------------------------ | ----------------- | ----------------- | --- |
| Alphonse Juin Francia                      | 20 agosto 1953    | settembre 1956    | Comandante in capo Allied Forces Central Europe (CINCAFCENT)                                                                     |
| Jean-Etienne Valluy Francia                | ottobre 1956      | maggio 1960       | Comandante in capo AFCENT (CINCAFCENT)                                                                                           |
| Maurice Challe Francia                     | maggio 1960       | febbraio 1961     | Comandante in capo AFCENT (CINCAFCENT)                                                                                           |
| Pierre-Élie Jacquot Francia                | marzo 1961        | dicembre 1963     | Comandante in capo AFCENT (CINCAFCENT)                                                                                           |
| Jean Albert Emile Crépin Francia           | dicembre 1963     | giugno 1966       | Comandante in capo AFCENT (CINCAFCENT)                                                                                           |
| Johann Adolf Graf von Kielmansegg Germania | 15 marzo 1967     | 1 aprile 1968     | Comandante in capo AFCENT (CINCAFCENT)                                                                                           |
| Jürgen Bennecke Germania                   | 1 luglio 1968     | 30 settembre 1973 | Comandante in capo AFCENT (CINCAFCENT)                                                                                           |
| Ernst Ferber Germania                      | 1 ottobre 1973    | 30 settembre 1975 | Comandante in capo AFCENT (CINCAFCENT)                                                                                           |
| Karl Schnell Germania                      | 1 ottobre 1975    | gennaio 1977      | Comandante in capo AFCENT (CINCAFCENT)                                                                                           |
| Franz-Joseph Schulze Germania              | 7 gennaio 1977    | 30 settembre 1979 | Comandante in capo AFCENT (CINCAFCENT)                                                                                           |
| Ferdinand von Senger und Etterlin Germania | 1 ottobre 1979    | 28 settembre 1983 | Comandante in capo AFCENT (CINCAFCENT)                                                                                           |
| Leopold Chalupa Germania                   | 28 settembre 1983 | 1 ottobre 1987    | Comandante in capo AFCENT (CINCAFCENT)                                                                                           |
| Hans-Henning von Sandrart Germania         | 1 ottobre 1987    | 27 settembre 1991 | Comandante in capo AFCENT (CINCAFCENT)                                                                                           |
| Henning von Ondarza Germania               | 27 settembre 1991 | 23 marzo 1994     | Comandante in capo AFCENT (CINCAFCENT)                                                                                           |
| Helge Hansen Germania                      | 1 aprile 1994     | marzo 1996        | Comandante in capo AFCENT (CINCAFCENT)                                                                                           |
| Dieter Stöckmann Germania                  | marzo 1996        | 30 marzo 1998     | Comandante in capo AFCENT (CINCAFCENT)                                                                                           |
| Joachim Spiering Germania                  | 30 marzo 1998     | marzo 2001        | fino al 3 marzo 2000 Comandante in capo AFCENT (CINCAFCENT); dopo Comandante Regional Headquarters Allied Forces Northern Europe |
| Jack Deverell Regno Unito                  | marzo 2001        | gennaio 2004      | Comandante in capo Regional Headquarters Allied Forces Northern Europe (RHQ AFNORTH)                                             |
| Gerhard W. Back Germania                   | gennaio 2004      | 26 gennaio 2007   | fino al 1º luglio 2004 Comandante RHQ AFNORTH; dopo Comandante Allied Joint Force Command Brunssum                               |
| Egon Ramms Germania                        | 26 gennaio 2007   | 29 settembre 2010 | Comandante Allied Joint Force Command Brunssum (AJFC - Brunssum)                                                                 |
| Wolf-Dieter Langheld Germania              | 29 settembre 2010 | 14 dicembre 2012  | Comandante (AJFC - Brunssum) |
| Hans-Lothar Domröse Germania               | 14 dicembre 2012  | 3 marzo 2016      | Comandante (AJFC - Brunssum) |
| Salvatore Farina Italia                    | 4 marzo 2016      | 21 febbraio 2018  | Comandante (AJFC - Brunssum) |
| Riccardo Marchiò Italia                    | 21 febbraio 2018  | 31 marzo 2019     | Comandante (AJFC - Brunssum) |
| Erhard Bühler Germania                     | 31 marzo 2019     | 21 aprile 2020    | Comandante (AJFC - Brunssum) |
| Jörg Vollmer Germania                      | 22 aprile 2020    | 02 giugno 2022    | Comandante (AJFC - Brunssum) |
| Luigi Miglietta Italia                     | 03 giugno 2022    | 12 giugno 2025    | Comandante (AJFC - Brunssum) |